# いつまでも二人で
『いつまでも二人で』（With or Without You）は1999年制作のイギリス映画。

## ストーリー
ベルファストに住むロージーとヴィンセントの夫婦は結婚5年目。それなりに幸せな生活を送っていたが、子供が出来ずに悩んでいた。ある日、二人の前にロージーのかつての文通相手で初恋の人であったブノワが現れる。ロマンティックなフランス人のブノワに、ロージーは心を動かされる。平凡な夫と感性豊かなブノワを見比べているうちにヴィンセントが昔の恋人キャシーと浮気したことをきっかけにブノワと共に家を飛び出す。

## キャスト
- ロージー・ボイド：デヴラ・カーワン
- ヴィンセント・ボイド：クリストファー・エクルストン
- ブノワ：イヴァン・アタル
- イレーネ：フィオヌラ・フラナガン
- キャシー：ジュリー・グラハム